# Cantó de Moyenneville
El cantó de Moyenneville és un cantó francès del departament del Somme, situat al districte d'Abbeville. Té 14 municipis i el cap és Moyenneville.

## Municipis

Somme

- Acheux-en-Vimeu
- Béhen
- Cahon
- Chépy
- Ercourt
- Feuquières-en-Vimeu
- Grébault-Mesnil
- Huchenneville
- Miannay
- Moyenneville
- Quesnoy-le-Montant
- Saint-Maxent
- Tœufles
- Tours-en-Vimeu

## Història
| Data d'elecció                           | Identitat          | Partit                                     | Qualitat |
| ---------------------------------------- | ------------------ | ------------------------------------------ | -------- |
| 1945-1961                                | Edouard Delozières | SFIO                                       |          |
| 1961-1979                                | Roger Castel       | Divers droite, després CD, després UDF-CDS |          |
| 1979-1984                                | Pierre Chouquais   | PS                                         |          |
| 1984-1998                                | Roger Castel       | UDF-CDS                                    |          |
| 1998-2009                                | Philippe Arcillon  | PS                                         |          |
| 2009-                                    | Bernard Davergne   | PS                                         |          |
| les dades anteriors no són pas conegudes |                    |                                            |          |
|                                          |                    |                                            |          |

## Demografia
| A partir de 1990: Població sense dobles comptes |